# Картофель фри
Карто́фель фри (картофель + фр. frite [frit] — жареный) — нарезанный брусочками или пластинками картофель, жаренный во фритюре. Бельгия и Франция оспаривают его происхождение. Блюдо готовится путём нарезания картофеля ровными полосками, высушивания и обжаривания, обычно во фритюре. Широко используется предварительно нарезанный, бланшированный и замороженный картофель, который иногда запекается в обычной или конвекционной печи; аэрофритюрницы — это небольшие конвекционные печи, которые продаются для жарки картофеля.
Картофель фри подаётся горячим, мягким или хрустящим, и обычно употребляется как часть обеда или ужина или сам по себе в качестве закуски; он часто встречается в меню закусочных, ресторанов быстрого питания, пабов и баров. Часто его солят и подают с кетчупом, уксусом, майонезом, соусом фрай, томатным соусом или другими местными блюдами. Картофель фри может быть более заправленным, как, например, в блюдах путин или чили-чиз фри. Картофель фри может быть приготовлен не из картофеля, а из батата. Также существует запечённый вариант блюда, называемый «картофель фри в духовке», для приготовления которого требуется меньше масла, либо оно вообще не используется.

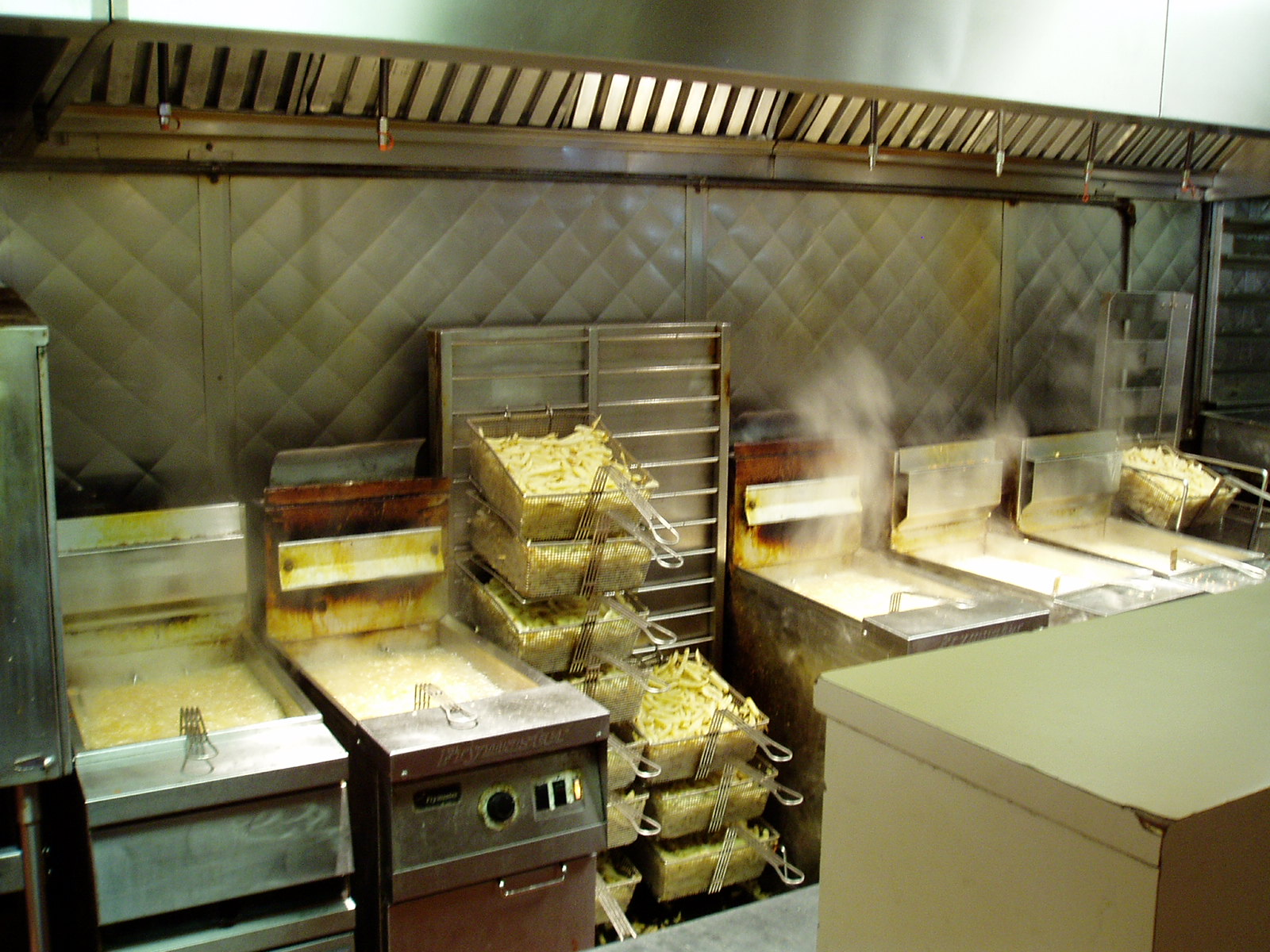
Приготовление картофеля фри в промышленных фритюрницах на предприятиях общепита

## История
В 1856 году в Великобритании вышла книга Э. Уоррен «Кулинария для горничных всех профессий», в которой впервые был опубликован рецепт «жареного картофеля по-французски». В России первое приготовление блюда, схожего с картофелем фри, встречалось в опубликованной в 1822 году книге «Новейшая, опытная, искусная экономка, стряпуха и постная повариха».

## Технология изготовления

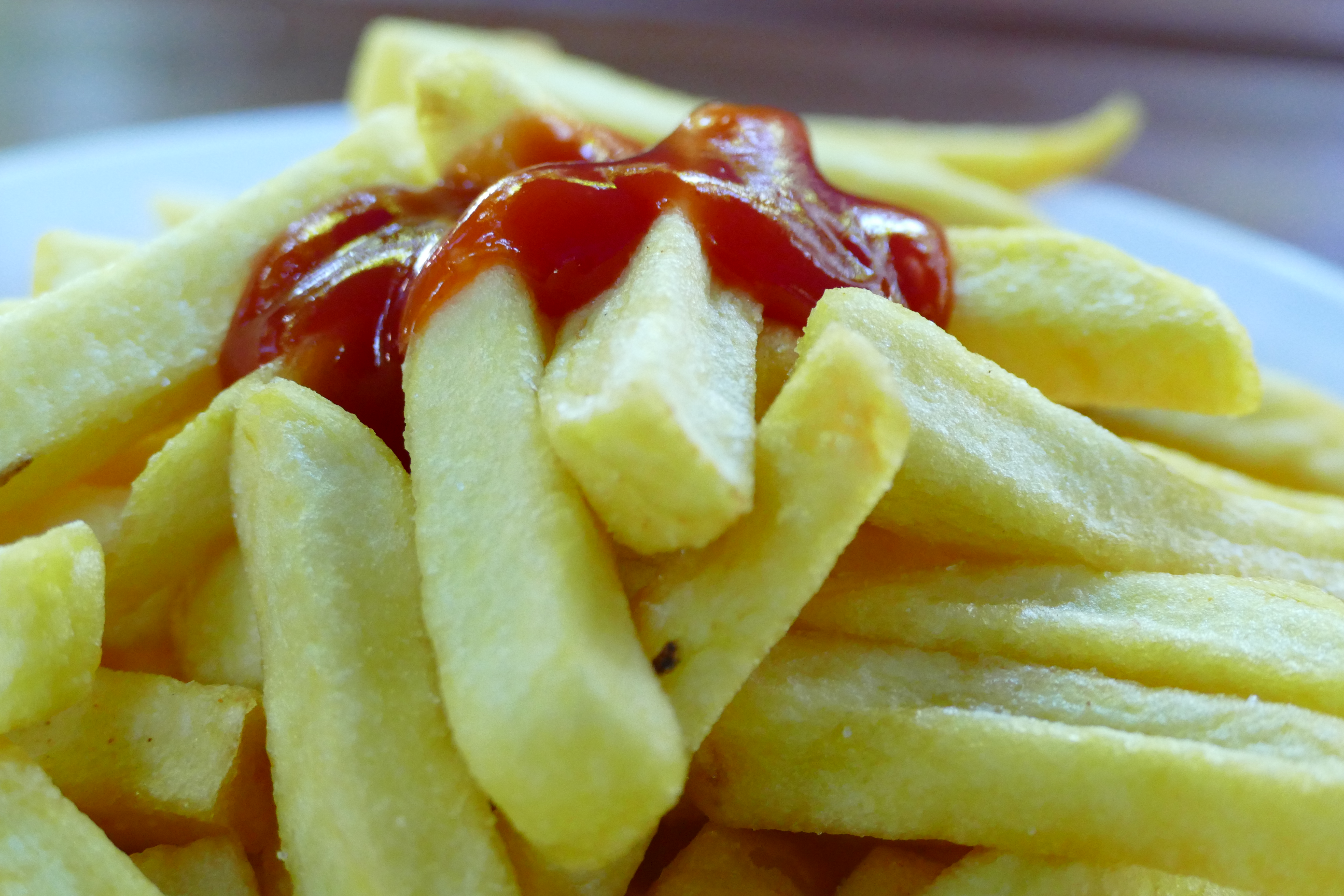
Картофель фри с кетчупом

Для фритюра используют животный или растительный жир (или их смесь в равных пропорциях). Соотношение картофеля и жира 1:4. На первом этапе приготовления картофель очищают от кожуры и нарезают на бруски с поперечным сечением от 10×10 до 12×12 мм. Промывают в воде для удаления крахмала с их поверхности. Затем картофель можно жарить в один или два этапа. Повара в целом согласны с тем, что техника с двумя обжарками даёт лучшие результаты. Свежевыкопанный картофель может иметь слишком высокое содержание воды, из-за чего сырой картофель хуже обжаривается. Поэтому предпочтение отдается картофелю, который хранился некоторое время.
Обжаривают во фритюре 1,5—2 минуты при температуре 145—150 °C. Цвет брусков от белого до желтоватого. Обжаренный картофель помещают на сетчатый или перфорированный стол для стекания излишков масла и укладывают в металлические или деревянные ящики.
На втором этапе картофель доводят до готовности непосредственно перед его употреблением, обжаривая во фритюре 4—5 минут при 175—180 °C, или на противне в духовом шкафу в течение 10—15 минут при 175—180 °C. Срок хранения и реализации не более 2 суток.
Приготовление в один приём: нарезанный картофель промывают и подсушивают на салфетке. Обжаривают 8—10 минут до образования румяной корочки. Откидывают на сито или дуршлаг (для стекания излишков жира) и солят.
В ресторанах быстрого питания используется полуфабрикат из замороженного нарезанного картофеля. Во время термической обработки происходит взаимодействие редуцирующих (восстанавливающих) сахаров и аминокислот (реакция Майяра), что вызывает потемнение и ухудшение вкуса, а также образуется акриламид. Поэтому для фри используются сорта картофеля с содержанием редуцирующих сахаров не более 0,25 %. Подходящие сорта выделяются содержанием сухих веществ от 20 до 24 %, плотностью 720 кг/м3, удобной для обработки, ровной, округло-овальной, с неглубокими глазками формой и вкусовыми характеристиками. В качестве сырья для фри используются сорта: Инноватор, Сантана и другие.

## В разных странах мира
Картофель фри, обжариваемый в два приёма, в основном производится в промышленных условиях: после первой обжарки он в замороженном виде хранится и доставляется в места непосредственного приготовления.
Крупнейшие мировые производители картофеля-фри:
1. McCain Foods
2. Lamb Weston и её филиалы и дочерние предприятия в Китае, Европе и т. д.
3. J.R. Simplot Company (основатель — Д. Р. Симплот)
4. Aviko
5. Farm Frites International

### Латинская Америка
Латинская Америка — место происхождения картофеля, самые ранние упоминания о картофеле фри связаны с Латинской Америкой. Одно из первых задокументированных упоминаний делает чилийский криолло Франсиско Нуньес де Пинеда-и-Баскунян в своей работе Cautiverio feliz (1673 г.), где он говорит, что женщины мапуче «готовили жареный и тушеный картофель» на обед, когда он оставался в форте Рождества в течение 1629.
В настоящее время картофель фри является обычным гарниром в латиноамериканской кухне или частью более крупных блюд, таких как салчипапа в Перу или чоррильяна в Чили.